# Bianchini (cráter)

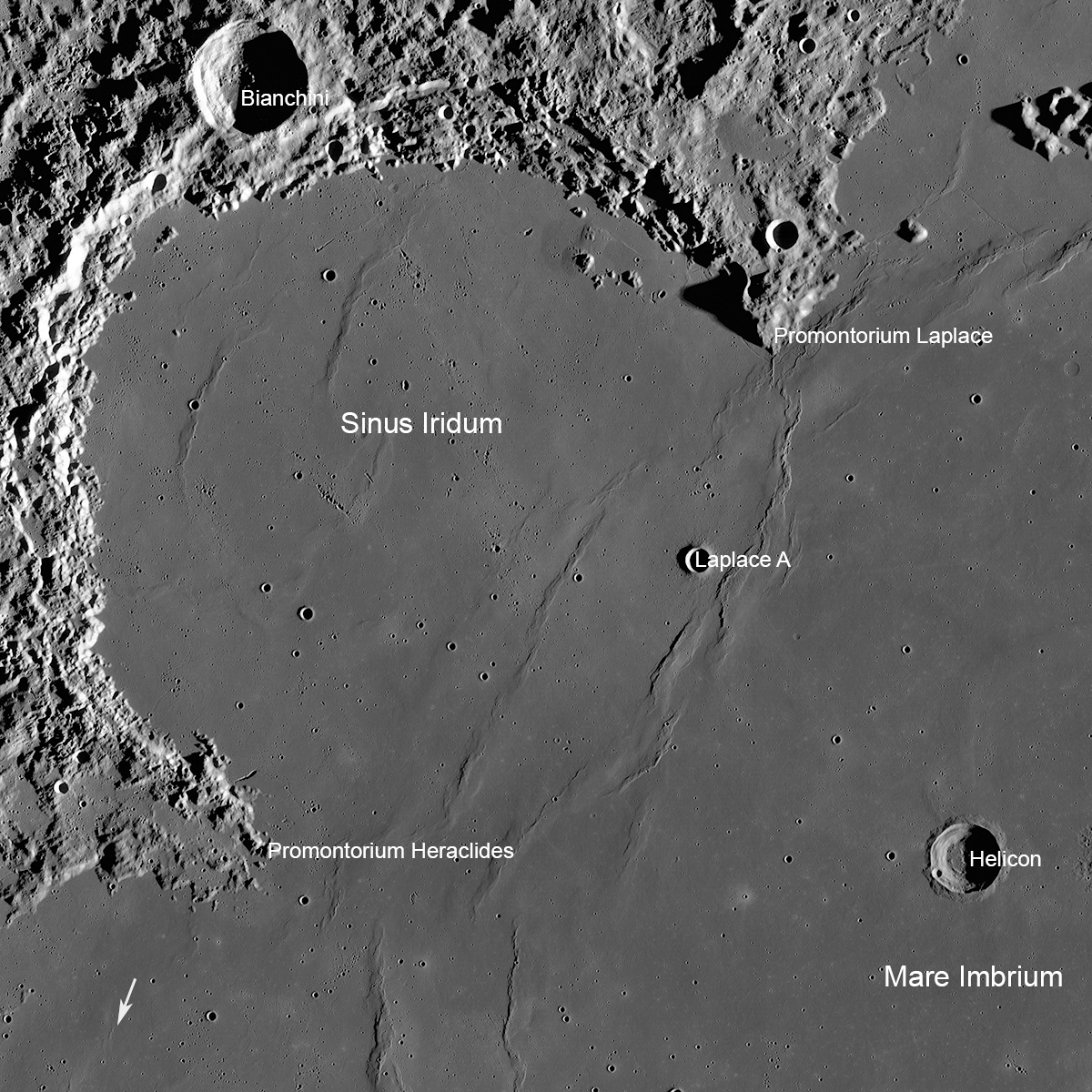
Bianchini, en la zona norte del Sinus Iridum

Bianchini es un cráter de impacto que se encuentra junto al lado norte de los Montes Jura que orlan el Sinus Iridum, en la parte noroeste de la Luna. El impacto de este cráter cerca del borde de las montañas del Jura empujó algo de material sobre el fondo del Sinus Iridum.
El contorno de este cráter está bastante intacto, aunque hay un pequeño cráter a lo largo del lado interior del borde este. Dentro de la pared interior el suelo es algo irregular, con un pequeño grupo de crestas en el punto medio. Porciones de la pared interior se han hundido hacia el fondo a lo largo del lado norte.

## Cráteres satélite
Por convención estos elementos son identificados en los mapas lunares poniendo la letra en el lado del punto medio del cráter que está más cerca de Bianchini.
|           | \| Bianchini \| Coordenadas \| Diámetro \| \| --------- \| ----------------------------- \| -------- \| \| D \| 47°36′N 35°48′O / 47.6, -35.8 \| 7 km \| \| G \| 46°42′N 32°42′O / 46.7, -32.7 \| 4 km \| \| H \| 48°00′N 32°42′O / 48.0, -32.7 \| 7 km \| \| M \| 48°24′N 30°36′O / 48.4, -30.6 \| 4 km \| \| N \| 48°30′N 31°00′O / 48.5, -31.0 \| 5 km \| \| W \| 48°30′N 33°42′O / 48.5, -33.7 \| 9 km \| |          |
| Bianchini | Coordenadas | Diámetro |
| D         | 47°36′N 35°48′O / 47.6, -35.8 | 7 km     |
| G         | 46°42′N 32°42′O / 46.7, -32.7 | 4 km     |
| H         | 48°00′N 32°42′O / 48.0, -32.7 | 7 km     |
| M         | 48°24′N 30°36′O / 48.4, -30.6 | 4 km     |
| N         | 48°30′N 31°00′O / 48.5, -31.0 | 5 km     |
| W         | 48°30′N 33°42′O / 48.5, -33.7 | 9 km     |